# Hendrik Scharnbacher
Hendrik Scharnbacher (1989) è un giocatore di football americano tedesco che milita nel ruolo di quarterback nei New Yorker Lions.